# Ostfrämjandet
Ostfrämjandet grundades av svenska hårdosttillverkare 1996.
Ostfrämjandet bedriver opinionsbildning för den svenska hårdosten.
I verksamheten ingår också regelbundna kvalitetskontroller av de namnskyddade ostarna Svecia och Hushållsost, samt varumärkesostarna Grevé, Herrgård och Präst. Ostfrämjandet genomför även kvalitetskontroller av medlemmarnas ostar.
Ostfrämjandet ingick i Svensk Mjölk, som är de svenska mjölkböndernas kunskaps- och intresseorganisation.